# Pöstlingbergkirche

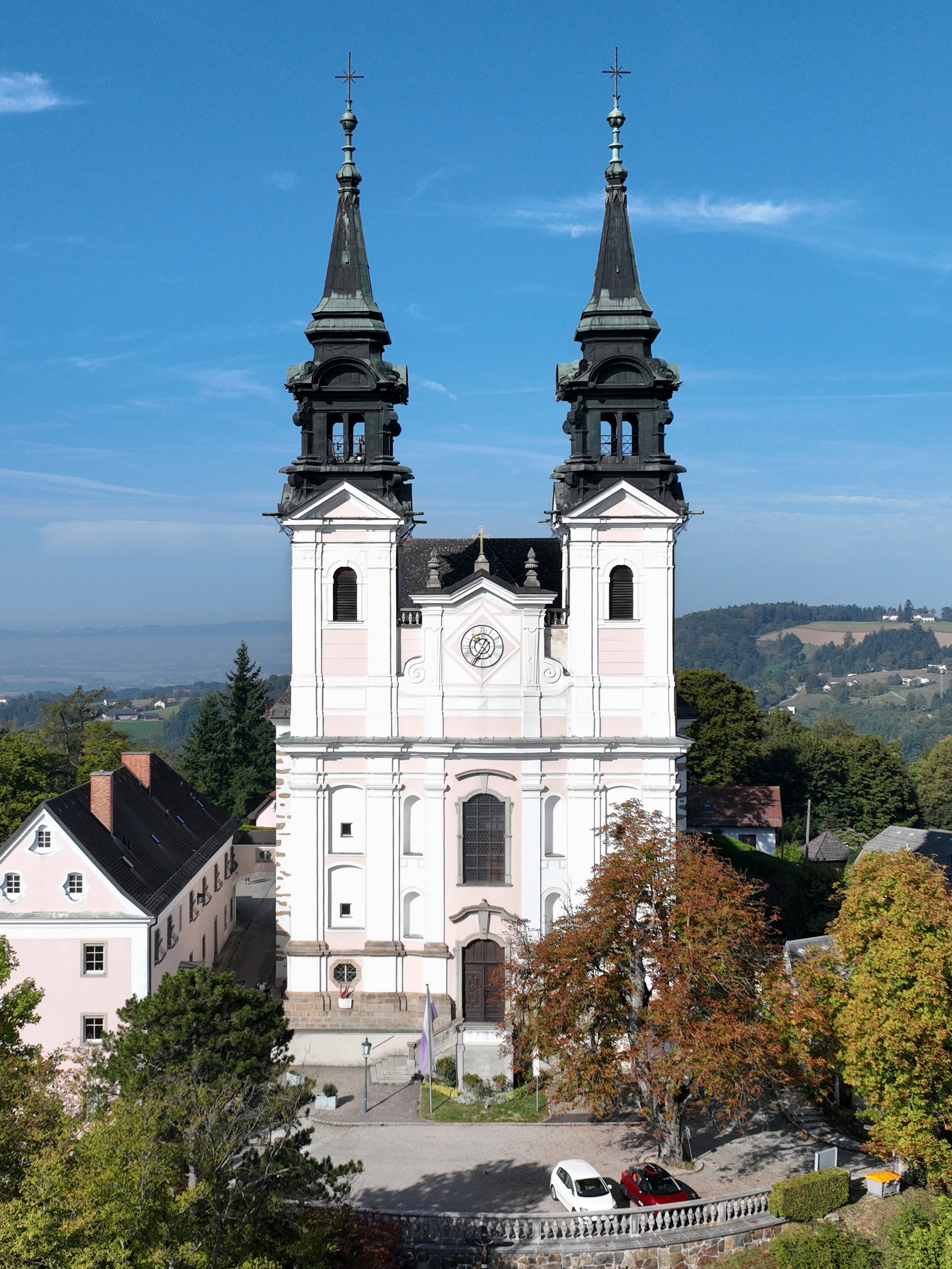
Wallfahrtskirche Pöstlingberg

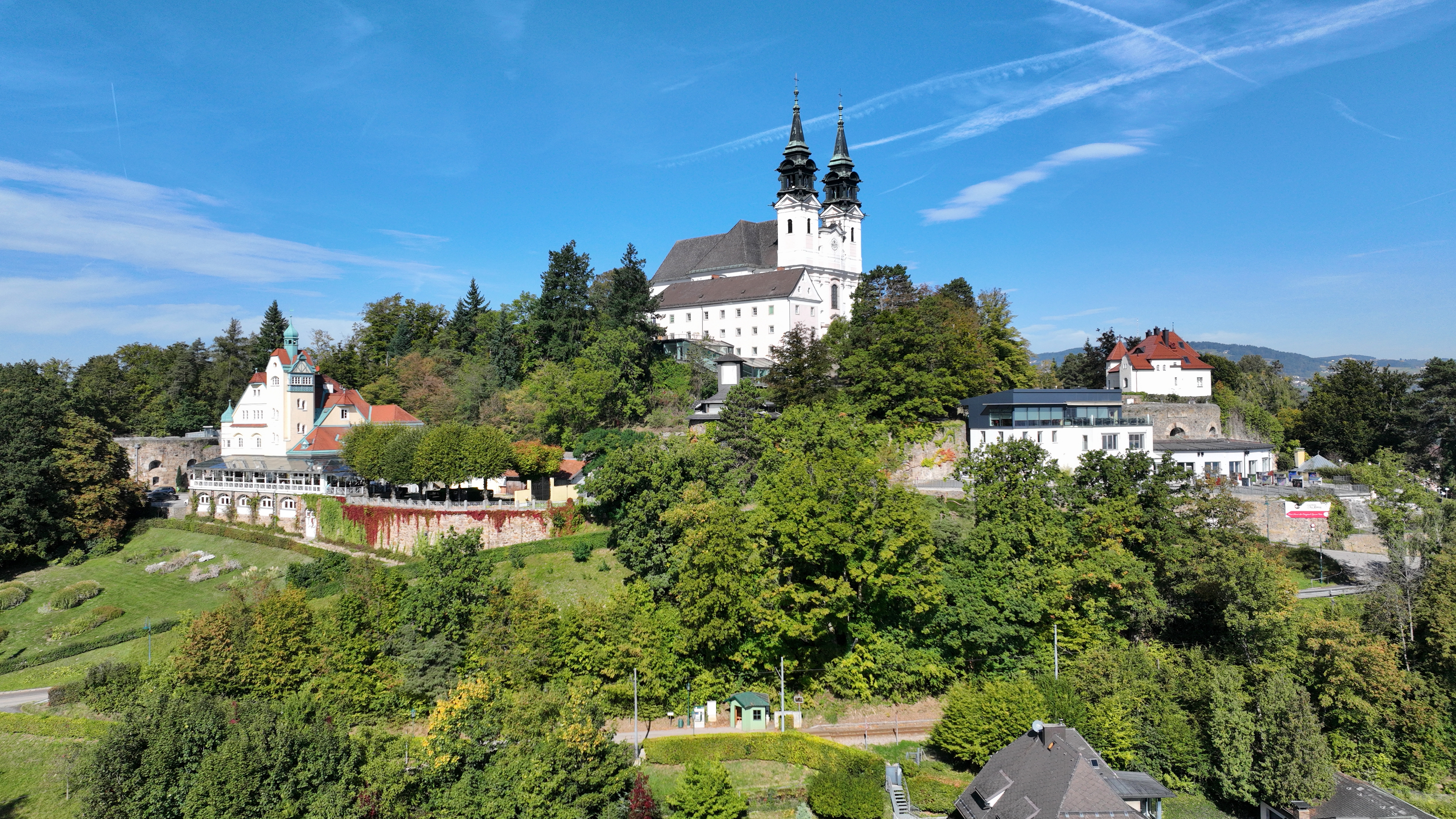
Südsüdostansicht des Pöstlingbergs mit Kirche und Pfarrhof

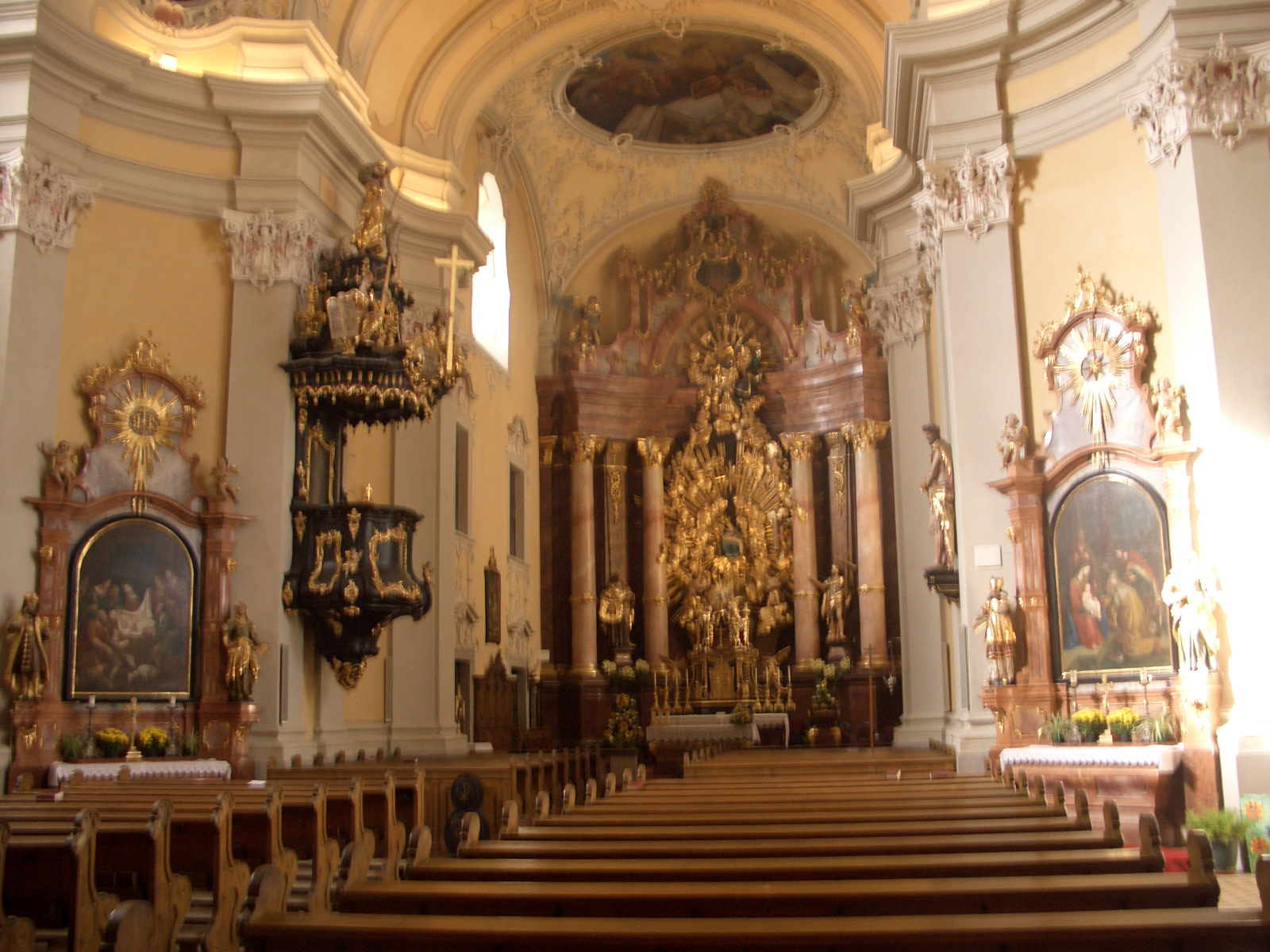
Langhaus mit Chor und Altar

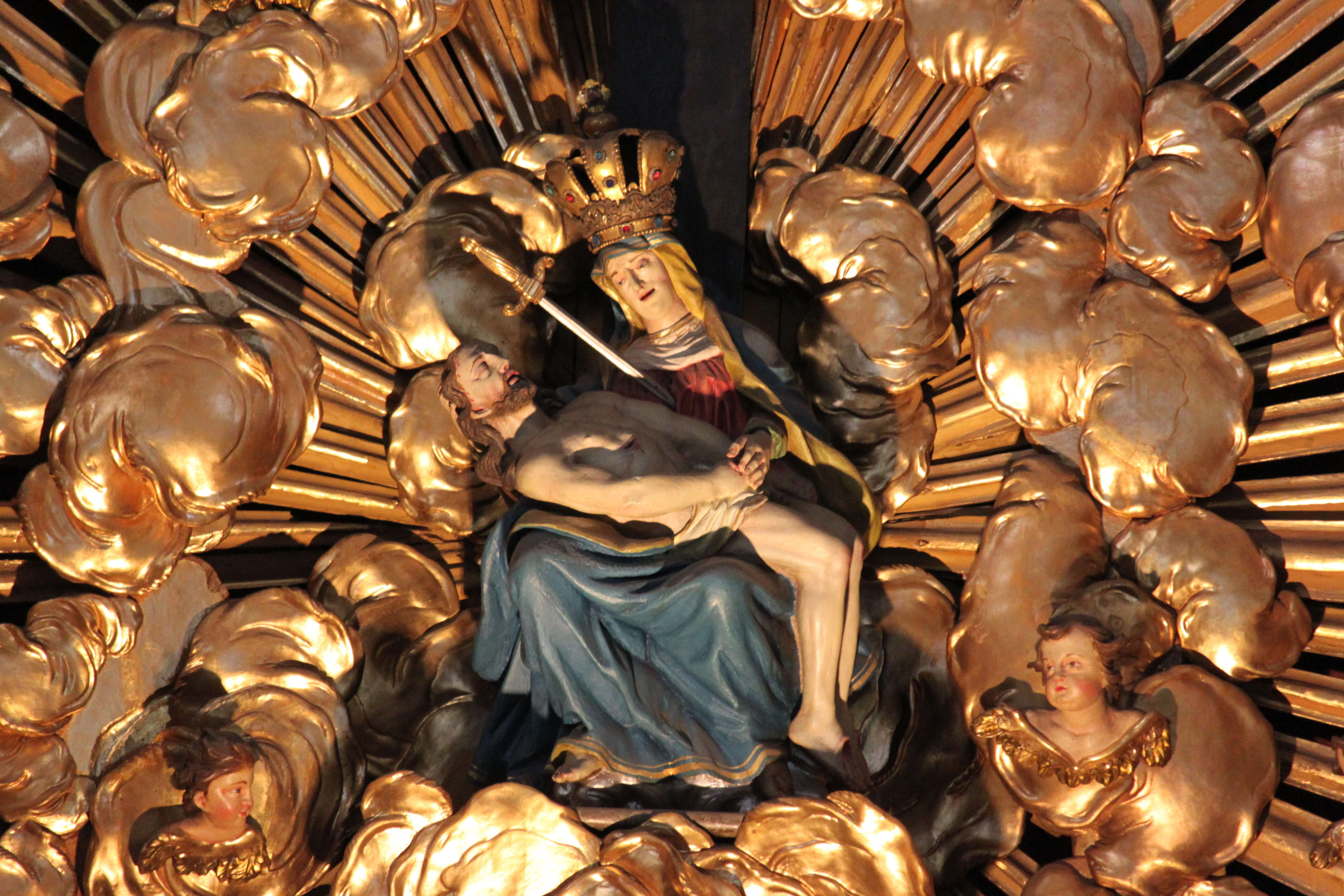
Gekröntes Gnadenbild im Strahlenkranz, umgeben von Engeln

Die Pöstlingbergkirche ist eine römisch-katholische Pfarr- und Wallfahrtskirche auf der Kuppe des Pöstlingberges im Linzer Stadtteil Pöstlingberg. Sie ist dem Gedächtnis der Schmerzen Mariens geweiht, das Patrozinium wird am 15. September begangen. 1964 wurde die Kirche durch Papst Paul VI. zur Basilica minor erhoben. Seit dem 1. Jänner 2023 gehört sie als eine von 8 Pfarrteilgemeinden zur Pfarre Urfahr der Diözese Linz.

## Geschichte
Die Wallfahrt geht auf das Gnadenbild Maria Pöstlingberg zurück, einem Vesperbild mit Maria als Mater Dolorosa, das vom Linzer Bildhauer Ignaz Jobst geschaffen worden war. Am 29. November 1716, dem 1. Adventsonntag, trug der Laienbruder Franz Anton Obermayr, der „Ausgeher“ des Kapuzinerklosters in Urfahr, die Figur auf den Pöstlingberg und brachte sie bei einem Wetterkreuz an,.
Ab 1720 wurde die Figur als Gnadenbild zur Pilgerstätte und bald errichtete man eine Holzkapelle für die Unterbringung der Votivgaben. Ab 1734 lebte Franz Anton Obermayr als Eremit am Pöstlingberg. In der Folge stifteten Joseph Gundomar Graf Starhemberg und Heinrich Maximilian Graf von Starhemberg eine Kirche. Ab 1742 wurde die Kirche nach den Plänen des Baumeisters Johann Matthias Krinner errichtet. Für den Fassadenbau der Kirche wird die Mitarbeit seines Sohnes, des Baumeisters Franz Xaver Krinner, angenommen. 1747 wurde das Gnadenbild in den vollendeten Chor übertragen, 1748 der zentrale Mittelbau fertiggestellt und die Kirche geweiht. Um 1774 wurde der Fassadenbau abgeschlossen. Die Weihe der gesamten Kirche erfolgte 1786 bei der Erhebung zur Pfarrkirche.
Von 1891 bis 1892 wurden die Turmhelme nach den Plänen des Architekten Raimund Jeblinger aufgesetzt. Brände zerstörten 1919 und 1963 den Dachstuhl. Die Anlage des Vorplatzes mit Balustrade wurde 1937 errichtet.

## Die spätbarocke Kirche
Die Kirche ist eine Kreuzkuppelkirche und hat einen kreisförmigen Zentralraum. Das Kreuz bildet der Längsraum mit dem Querraum, wobei der dem Eingang vorgelegte Raum mit der Orgelempore kurz ist und auch die Querarme kurz sind, während der nach Westen gerichtete Chor lang gestreckt ist. Der Zentralraum trägt über den vier eingerundeten Ecken der Vierung die Pendentifkuppel über Eckzwickeln. Im Osten wurde beim Eingang ein Fassadenbau mit dem Portal errichtet. Das Portal wird über eine zweiarmige Treppe erschlossen und vor dem Portal ist eine kleine Terrasse als Wartezone.
Das Kirchenäußere wird vom Fassadenbau mit einer reich gegliederte Doppelturmfassade, der mittiger Teil sich leicht nach vorne auswölbt, bestimmt. Die Doppelturmfassade ist die dominante Schauseite zur Stadt Linz. Die Fassade ist weiß und in einem hellen rosarot gehalten, die ebenfalls reich gegliederten Turmhelme sind schwarz. Die weiteren glatten Fassaden bilden die Kreuzkuppelkirche ab. Die rechte Querarmfassade zeigt den Steinbloß-Stil des Mühlviertels. Die rechte und hintere Fassade ist mit Faserzementplatten geschindelt. Die linke Längsfassade ist ungegliedert einfach verputzt und zeigt im Chorbereich ein Fresko mit einer Sonnenuhr mit der Darstellung Franz Anton Obermayr überträgt das Gnadenbild in die neu erbaute Kirche. Die Kuppel wird vom Walmdach verdeckt. Die niedrigeren zweigeschoßigen Anbauten vom Chorwinkel bis zur Apsis sind symmetrisch. Im Süden ist im Erdgeschoß die Sakristei und im Obergeschoß die Oratoriumskapelle. Im Norden ist im Erdgeschoß geteilt die Votivkapelle und eine Aufbahrungshalle und im Obergeschoß die sogenannte alte Schule.

## Orgel

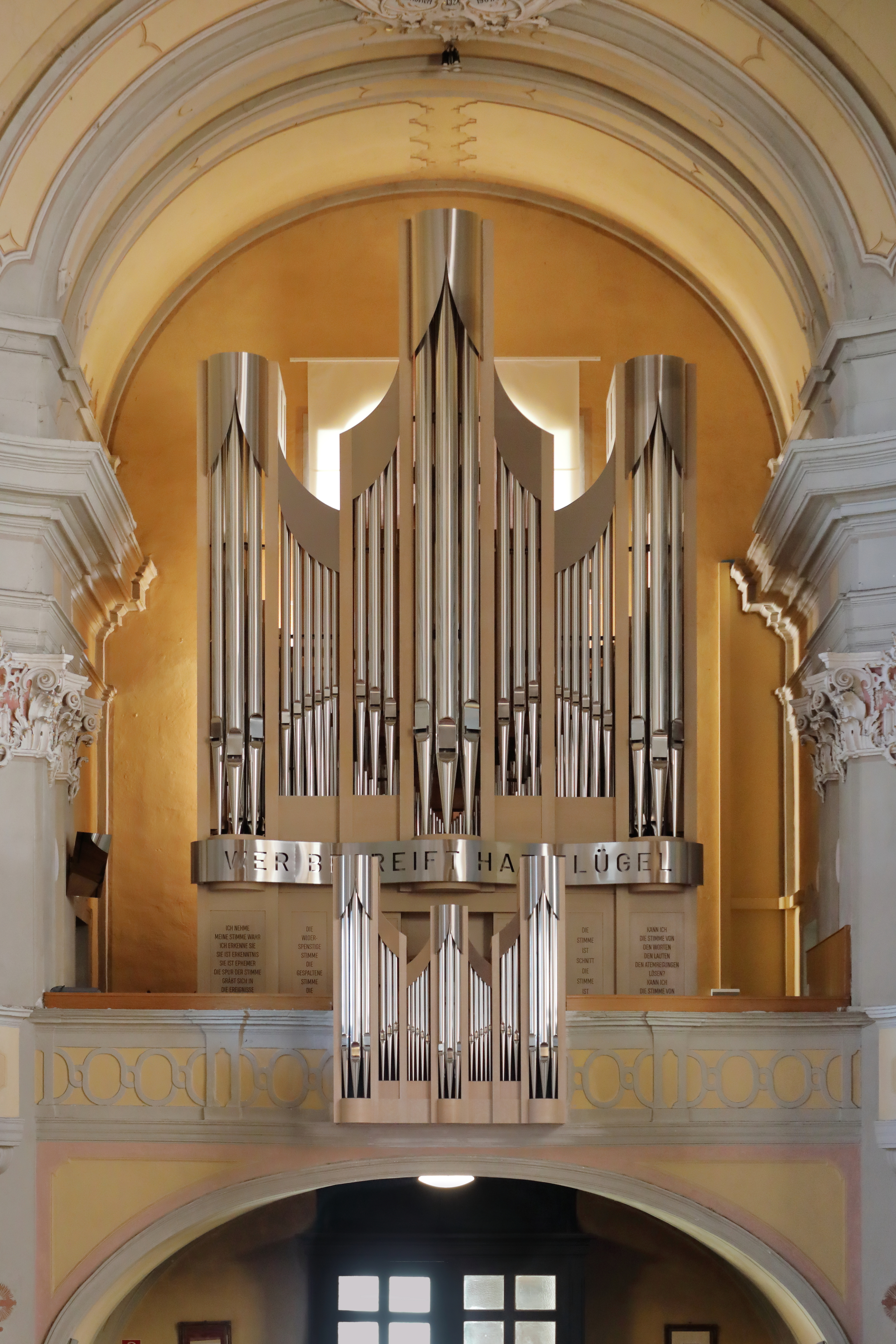
Neue Orgel von Freiburger Orgelbau

Die Orgel mit 32 Registern wurde im Jahr 2022 von der Firma Freiburger Orgelbau Hartwig und Tilmann Späth errichtet und von Valie Export künstlerisch gestaltet. Am 12. März 2023 erfolgte die feierliche Einweihung durch den Linzer Bischof Manfred Scheuer. Sie ersetzte die Orgel von der Linzer Orgelbauanstalt Gebrüder Mauracher, die drei Manuale und 37 Registern hatte und am 10. Okt. 1950 feierliche geweiht wurde. Die neue Orgel trägt ein breites Metallband mit dem Satz „Wer begreift, hat Flügel.“ Einige alte Orgelpfeifen aus dem Jahr 1942 verwendete Valie Export für die Installation „Oh Lord, Don't Let Them Drop That Atomic Bomb on Me“ im Kunsthaus Bregenz.